# Peggy O’Neil (Lied)
Peggy O’Neil ist ein Popsong, den Harry Pease, Ed. G. Nelson und Gilbert Dodge verfassten und 1921 bei Leo Feist veröffentlichten.

## Hintergrund
Der langsame Walzer des Songwriter-Teams Pease, Nelson & Dodge war Anfang der 1920er-Jahre ein Hit im Vaudeville und populär bei Familien- und Gesellschaftsfeiern; das nostalgische Lied bezieht sich nicht nur auf die gleichnamige, damals populäre gleichnamige Schauspielerin (1898–1960), sondern auch auf ähnliche Songs wie The Sidewalks of New York oder Sweet Rosie O'Grady aus den 1890er-Jahren. Die Musikzeitschrift Variety nahm den Song in ihre Liste Hit Parade of a Half Century auf. Der Song beginnt mit den Zeilen:

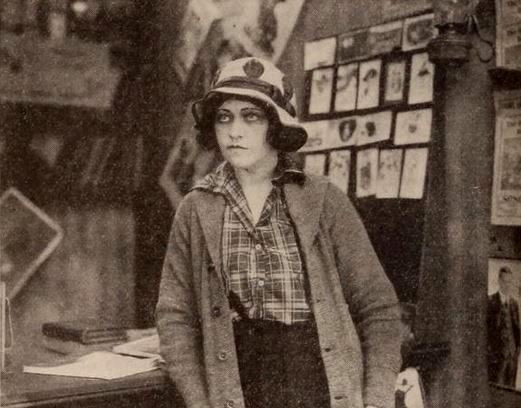
Peggy O’Neil, Standbild aus dem Filmdrama The Penny Philanthropist (1917)

Peggy O'Neil is a girl who could steal any heart, anywhere 
And I'll put you wise how you'll recognise 
That wonderful gal of mine
Der Refrain lautet:
If her eyes are blue as skies, that's Peggy O'Neil
If she's smiling all the while, that's Peggy O'Neil.

## Erste Aufnahmen und spätere Coverversionen
Mit dem Song erfolgreich in den Vereinigten Staaten waren Billy Jones (Brunswick 2108 bzw. Pathé 20554) und Charles Harrison (Regal 7709, #8). Zu den weiteren Musikern, die den Song ab 1920 coverten, gehörte Frederick Granger (HMV 109). Ende der 1940er-Jahre erlebte der Song ein kleines Comeback, Gregg Lawrence & Frankie Carles Orchester nahmen den Song 1949 für Columbia auf. Weitere Versionen legten in dieser Zeit u. a. Jerry Murad's Harmonicats, Jack Smith and The Clark Sisters  und Danny O'Neil vor.
Der Diskograf Tom Lord listet im Bereich des Jazz insgesamt sieben (Stand 2015) Coverversionen, u. a. von Milt Herth (1947), Pete Daily (Capitol, 1951), Big Tiny Little (1959), Les Patching (1968) und Johnny Wiggs (1968). Auch Tony Williams, Mitch Miller, Johnny Maddox und Slim Whitman coverten den Song.
Der Song ist nicht zu verwechseln mit Sweet Peggy O'Neil (1920), den Joseph P. Redding und Uda Waldrop verfassten.